# Spirospermum
Spirospermum es un género con una especies de plantas de flores perteneciente a la familia Menispermaceae. Nativo de Madagascar.

## Especies seleccionadas
- Spirospermum penduliflorum DC.